# Claudia Schoppmann
Claudia Schoppmann (Stuttgart, 17 de febrero de 1958) es una historiadora, investigadora y escritora alemana. Su campo de investigación incluye los estudios de la política nazi, la resistencia alemana al nazismo, el lesbianismo y las mujeres exiliadas.
Claudia Schoppmann es lesbiana y ha escrito varios libros sobre temas relacionados con las personas LGBT.

## Carrera
Claudia Schoppmann estudió Historia, Comunicación y Filología alemana inicialmente en la Universidad de Münster y más tarde en la Universidad Libre de Berlín.
Obtuvo el doctorado en Historia moderna en la Universidad Técnica de Berlín. 
Posteriormente obtuvo una beca de investigación en el Museo del Holocausto en Washington como investigadora asociada al Centro de investigación del antisemitismo de Berlín [Zentrum für Antisemitismusforschung] donde investigó sobre la solidaridad judía en Alemania frente a la política nazi durante la Segunda Guerra Mundial.
En 1990 finalizó sus estudios universitarios y publicó sus trabajos sobre la política nazi y el lesbianismo en el libro Nationalsozialistische Sexualpolitik und weibliche Homosexualität [La posición de las mujeres lesbianas en época nazi].
Claudia Schoppmann está «hasta el día de hoy involucrada en iniciativas políticas contra el silencio y el olvido de las mujeres lesbianas durante la era nazi, por ejemplo, en el debate sobre el monumento a los homosexuales perseguidos por el nacionalsocialismo en el Tiergarten de Berlín».

## Premios
- Premio «Rosa Courage» obtenido en Osnabrück (1997) por su aportación al estudio de la historia de las mujeres lesbianas durante el nazismo.
- Premio «Zivilcourage» del CSD Berlín  (2012) por su aportación al estudio de la historia de las mujeres lesbianas durante el nazismo.[10]

## Obra
- Claudia Schoppmann (1997). Nationalsozialistische Sexualpolitik und weibliche Homosexualität (en alemán). ISBN 3-89085-538-5..
- Claudia Schoppmann (1995). Im Fluchtgepäck die Sprache - Deutschsprachige Schriftstellerinnen im Exil (en alemán). ISBN 3-596-12318-6..
- Claudia Schoppmann (1998). Zeit der Maskierung - Lebensgeschichten lesbischer Frauen im "Dritten Reich (en alemán). ISBN 3-596-13573-7..
- Claudia Schoppmann (2001). Nach der Shoa geboren. Jüdische Frauen in Deutschland (en alemán). ISBN 3-88520-529-7..
- Claudia Schoppmann (1999). Verbotene Verhältnisse (en alemán). ISBN 3-89656-038-7..
- Claudia Schoppmann (1999). Der Skorpion. Frauenliebe in der Weimarer Republik (en alemán). ISBN 3-89656-038-7..
- Claudia Schoppmann (1999). Der homosexuellen NS-Opfer gedenken (en alemán). ISBN 3-927760-36-6..
- Claudia Schoppmann (1996). Ich fürchte die Menschen mehr als die Bomben. Aus den Tagebüchern von drei Berliner Frauen 1938-1946 (en alemán). ISBN 3-926893-30-3..
- Claudia Schoppmann (2002). 1930-1950 Zeitzeugen aus Demokratie und Diktatur. Leben zwischen Anpassung und Widerstand (en alemán). ISBN 3-930998-25-4..